# 橋本マナミのお背中流しましょうか?
『橋本マナミのお背中流しましょうか?』（はしもとマナミのおせなかながしましょうか）は、2016年4月8日から2016年6月23日迄TOKYO MX2で放送していた対談番組。

## 内容
東京にある古き良き銭湯、そこに訪れる美しき常連客グラビアアイドル橋本マナミが人々の悩みを汗とともに銭湯で洗い流す番組。
懺悔の部屋のコーナーでは人には言えず心に秘めていた悪行を橋本マナミに身体を洗ってもらいながら懺悔し懺悔を判定、懺悔を許せばお湯(許しの湯)で許せなければ氷水(戒めの氷水)で背中を流す。
HBCでも不定期放送されている。また、テレビ愛知では、2017年7月より放送開始した。福島放送では、2017年8月27日 02:55 - 05:20 に第1回から第6回までが放送された。

## 放送リスト
| 2016年 | 2016年  | 2016年       | 2016年                                         | 2016年                                          | 2016年                                                                                             | 2016年                                                     |
| 回     | 放送日  | 今宵の悩み人 | お悩み                                         | 懺悔人                                          | 懺悔                                                                                               | マナミさま今週の大サービス                                 |
| ------ | ------- | ------------ | ---------------------------------------------- | ----------------------------------------------- | -------------------------------------------------------------------------------------------------- | ---------------------------------------------------------- |
| 1      | 4月8日  | 岸明日香     | 「グラビアの要求がどんどん過激に」             | いわたしげみつ（71歳） みうらゆうしょう（51歳） | 「71歳でも性欲が止まらない男」・許しの湯 「人気アイドルのストーカーになりそうな男」・戒めの氷水    | 牛乳を口からこぼれさせ舌なめずり                           |
| 2      | 4月15日 | 倉持由香     | 「グラビアの引退を考えている」                 | おむすび クルズリサ                             | 「彼女の×××の匂いに堪えられず振った男」・戒めの氷水 「Bまでしかさせない女」・許しの湯              | バスタオルの前をはだけ扇風機に「アー」と                   |
| 3      | 4月22日 | 今井メロ     | 「年齢で身体の衰えを感じる」                   | きみたろう あさだかずお（68歳）                 | 「アソコが異常にデカイ男」・許しの湯 「キャバクラで老後のお金を使い切った男」・許しの湯            | バスタオル1枚でマッサージチェア                            |
| 4      | 4月27日 | 戸田れい     | 「グラビア歴10年にもかかわらず、いまだ売れず」 |                                                 | |                                                            |
| 5      | 5月5日  | 中川祐子     | 最低ストーカー男 グラビアポーズがわからない    | いとうあんな いのうえじゅんいち（27歳）         | 「グラドルなのにHな写真を彼氏に送ってしまった女」・許しの湯 「借パクがやめられない男」・戒めの氷水 | 浴槽に入りながら縁の方に向かって「一緒にあったまろ」の一言 |
| 6      | 5月11日 | 西本はるか   | 絶好調の当時に起きた金銭トラブル               |                                                 | 「出会い系サイトの男に処女を捧げた女」・許しの湯 「某バンド全員と関係を持った女」・許しの湯        | 伝家の宝刀「だっちゅーの」                                 |
| 7      | 5月18日 | 橘花凛       | 変態を引きつける体質                           |                                                 | |                                                            |
| 8      | 5月25日 | 今野杏南     | グラビアアイドルを襲う「AVオファー事情」       |                                                 | |                                                            |
| 9      | 6月1日  | 西岡葉月     | 初対面の男性にも「すぐヤレそう」と思われる     |                                                 | |                                                            |
| 10     | 6月9日  | 紺野ぶるま   | 老後・貯金・子供                               |                                                 | |                                                            |
| 11     | 6月15日 | 天木じゅん   | 巨乳がコンプレックス                           |                                                 | |                                                            |
| 12     | 6月22日 | 特別編       | 名場面、未公開スペシャル                       |                                                 | |                                                            |

## スタッフ
- ナレーション:淵澤由樹
- 構成:川野将一、島本裕太
- CAM:千葉論
- VE:鞍橋裕太
- 音効:岡沢秀二
- 編集:名雪健太郎、茂木雅人
- MA:晴山恵輔
- メイク:松山麻由美
- AD:濱本光
- 撮影協力:大黒湯
- 協力:麻布プラザ、ゼータ、アカツキウォーカー
- 制作協力:ドリームアップ
- ディレクター:森田惇
- 演出:野上貢
- プロデュース:三瓶慶介、内海智、久田光彦
- 制作:ホリプロ、ポニーキャニオン
- 制作著作:橋本マナミのお背中流しましょうか?製作委員会

## イベント
2016年8月6日、東京都品川区の銭湯「宮城湯」で番組特別イベントが開かれた。